# Taifour Diané
Taifour Diané (ur. 1 listopada 1972 w Kankanie) – gwinejski piłkarz grający na pozycji napastnika.

## Kariera klubowa
Swoją karierę piłkarską Diané rozpoczął w klubie Horoya AC. W 1991 roku zadebiutował w nim w lidze gwinejskiej i w debiutanckim sezonie wywalczył z Horoyą mistrzostwo Gwinei. W 1992 roku został zawodnikiem Colorado Foxes ze Stanów Zjednoczonych, w którym grał do 1993 roku.
W 1994 roku Diané został zawodnikiem Bayeru 04 Leverkusen. Zadebiutował w nim 3 grudnia 1994 w wygranym 3:1 domowym meczu z 1. FC Köln. Był to jego jedyny mecz w niemieckiej Bundeslidze.
W 1995 roku Diané przeszedł do grającego w Regionallidze, 1. FC Saarbrücken. Następnie w sezonie 1996/1997 był piłkarzem rezerw Borussii Mönchengladbach. W sezonie 1997/1998 grał w FC Homburg, a w sezonie 1998/1999 – ponownie w Saarbrücken. W latach 1999–2002 występował w Alemanii Akwizgran, w 2. Bundeslidze. W latach 2003–2007 był zawodnikiem Saarbrücken, w latach 2007–2008 – SV 07 Elversberg, a w latach 2008–2009 – Borussii Neunkirchen, w której zakończył karierę.
| Sezon   | Klub                        | Kraj              | Rozgrywki            | Mecze | Bramki |
| ------- | --------------------------- | ----------------- | -------------------- | ----- | ------ |
| 1991    | Horoya AC                   | Gwinea            | Championnat National | ?     | ?      |
| 1992    | Colorado Foxes              | Stany Zjednoczone | A-League             | 14    | 10     |
| 1993    | Colorado Foxes              | Stany Zjednoczone | A-League             | 20    | 10     |
| 1994/95 | Bayer 04 Leverkusen         | Niemcy            | Bundesliga           | 1     | 0      |
| 1995/96 | 1. FC Saarbrücken           | Niemcy            | Regionalliga         | 2     | 1      |
| 1996/97 | Borussia Mönchengladbach II | Niemcy            | Regionalliga         | ?     | ?      |
| 1997/98 | FC Homburg                  | Niemcy            | Regionalliga         | 31    | 17     |
| 1998/99 | 1. FC Saarbrücken           | Niemcy            | Regionalliga         | 30    | 9      |
| 1999/00 | Alemannia Aachen            | Niemcy            | 2. Bundesliga        | 34    | 9      |
| 2000/01 | Alemannia Aachen            | Niemcy            | 2. Bundesliga        | 26    | 6      |
| 2001/02 | Alemannia Aachen            | Niemcy            | 2. Bundesliga        | 29    | 5      |
| 2003/04 | 1. FC Saarbrücken           | Niemcy            | Regionalliga         | 8     | 0      |
| 2004/05 | 1. FC Saarbrücken           | Niemcy            | 2. Bundesliga        | 17    | 5      |
| 2005/06 | 1. FC Saarbrücken           | Niemcy            | 2. Bundesliga        | 6     | 0      |
| 2006/07 | 1. FC Saarbrücken           | Niemcy            | Regionalliga         | 11    | 3      |
| 2007/08 | SV 07 Elversberg            | Niemcy            | Regionalliga         | 16    | 1      |
| 2008/09 | Borussia Neunkirchen        | Niemcy            | Oberliga             | 5     | 0      |

## Kariera reprezentacyjna
W reprezentacji Gwinei Diané zadebiutował w 1993 roku. W 1998 roku został powołany do kadry Gwinei na Puchar Narodów Afryki 1998. Rozegrał na nim dwa mecze: z Algierią (1:0) i z Burkina Faso (0:1). W kadrze narodowej grał do 2001 roku.